# Lusitanops expansus
Lusitanops expansus é uma espécie de gastrópode do gênero Lusitanops, pertencente a família Raphitomidae.